# Пиньейру Шагаш, Жуан
Жуа́н Пинье́йру Ша́гаш (порт. João Pinheiro Chagas, 1 сентября 1863, Рио-де-Жанейро — 28 мая 1925, Эсторил) — португальский политик, второй премьер-министр Португалии после революции 1910 года.

## Биография
Жуан Пиньейру Шагаш родился в Рио-де-Жанейро в семье португальского эмигранта. Учился в Лиссабоне, затем стал журналистом. Когда в 1890 году Великобритания предъявила Португалии ультиматум, потребовав вывода португальских войск с части колоний Мозамбик и Ангола (современные территории Замбии и Зимбабве), он вступил в Республиканскую партию. В 1891 году участвовал в восстании 31 января, за что был сослан в Анголу. Из Анголы бежал в Бразилию, где продолжил прореспубликанскую деятельность. Был одним из активных противников авторитарного правительства Жуана Франку в 1906—1908 годах.
После революции 1910 года был назначен дипломатическим представителем в Париже. С 3 сентября по 12 ноября 1911 года выполнял обязанности главы правительства Португалии, сменив на этом посту Теофилу Брагу.